# Anisylaceton
Anisylaceton ist eine chemische Verbindung aus der Gruppe der Ketone, die natürlich unter anderem im Sternanis vorkommt. Anisylaceton wird als künstliches Anisaroma verwendet. Laut Aromenverordnung darf es mit einer Höchstmenge von 25 mg/kg bestimmten Lebensmitteln zugesetzt werden.
Anisylaceton ist außerdem einer der Sexuallockstoffe der Melonenfliege (Dacus cucurbitae).